# 瓦尔巴赫
瓦尔巴赫（德語：Wallbach，發音：[ˈvalbax]）是瑞士阿尔高州的市镇，面积4.51平方千米，2018年12月31日人口为1,953人。